# Patric Jean
Pour les articles homonymes, voir Jean.
Patric Jean, né le 12 mars 1968 à Mons, est un auteur, réalisateur belge.

## Biographie

### Jeunesse
Patric Jean naît en 1968. Sa mère est chanteuse lyrique et ses grands-parents sont ouvriers. Il grandit dans le Borinage, région qui fait l’objet de ses premiers projets de film.

### Formation
Il entre au Conservatoire royal de Bruxelles. Il obtient à l’Université libre de Bruxelles une maîtrise en philologie, avant de devenir professeur de français. Il reprend des études de réalisation à l’INSAS. Il fonde alors le magazine Nemo,.

### Carrière
Patric Jean est réalisateur de films, auteur de livres, d'installations, de films pour un spectacle de cinéma danse, d'expériences transmédias et conférencier. Pour Le Figaro, Patric Jean se fait connaître grâce à « la férocité et l’indépendance de ses documentaires ».
Son documentaire La Raison du plus fort, sorti en 2003, aborde la pauvreté en Europe. En 2009, il réalise le documentaire La Domination masculine, dans lequel il infiltre des groupes masculinistes québécois, pour lesquels les féministes sont une agression. En 2016, il sort le film Conversations composé de cinq heures d’entretiens avec l’anthropologue Françoise Héritier. En 2020, il publie La loi des pères, enquête sur l’aveuglement de la société et l’incapacité de la justice à agir sur les auteurs de pédocriminalité et à protéger les enfants victimes.

## Engagements et prises de position
Patric Jean réalise des oeuvres engagées à la fois socialement et politiquement. Engagé pour l'abolition de la prostitution, il est un des fondateurs de Zéromacho, pour lequel il publie un playdoyer en 2013 Pas client, plaidoyer masculin pour abolir la prostitution.
Il théorise une position masculine et blanche problématique en tant que membre des groupes dominants,.

## Filmographie
- 1995 : Intra-muros, court métrage
- 1997 : La conquête du Pôle Sud court métrage
- 1999 : Les Enfants du Borinage, lettre à Henri Storck (documentaire)
- 2000 : Traces, court métrage
- 2003 : La Raison du plus fort
- 2008 : D'un mur l'autre - de Berlin à Ceuta, documentaire
- 2009 : La Domination masculine, documentaire
- 2010 : Carcans, installation interactive, vidéos, sérigraphies. première exposition Festival VIA 2010
- 2012 : Lazarus Mirages, expérience transmédia
- 2013 : On Air, installation vidéo interactive
- 2016 : Une Affaire privée, documentaire
- 2019 : Le Monde Parfait, documentaire
- 2022 : La mesure des choses

## Publications
- Pas client, plaidoyer masculin pour abolir la prostitution, éd Zéromacho, 2013.
- Les hommes veulent-ils l'égalité, éditions Belin (avec le Laboratoire de l'égalité), 11 mars 2015.
- La loi des pères, 2020 (ISBN 978-2-268-10312-9 et 2-268-10312-9, OCLC 1134669706, lire en ligne)
- (it) Patric Jean (trad. Simona D’Aquilio), La legge dei padri, 16 février 2022 (ISBN 979-12-80317-97-1).